# Negrești-Oaș

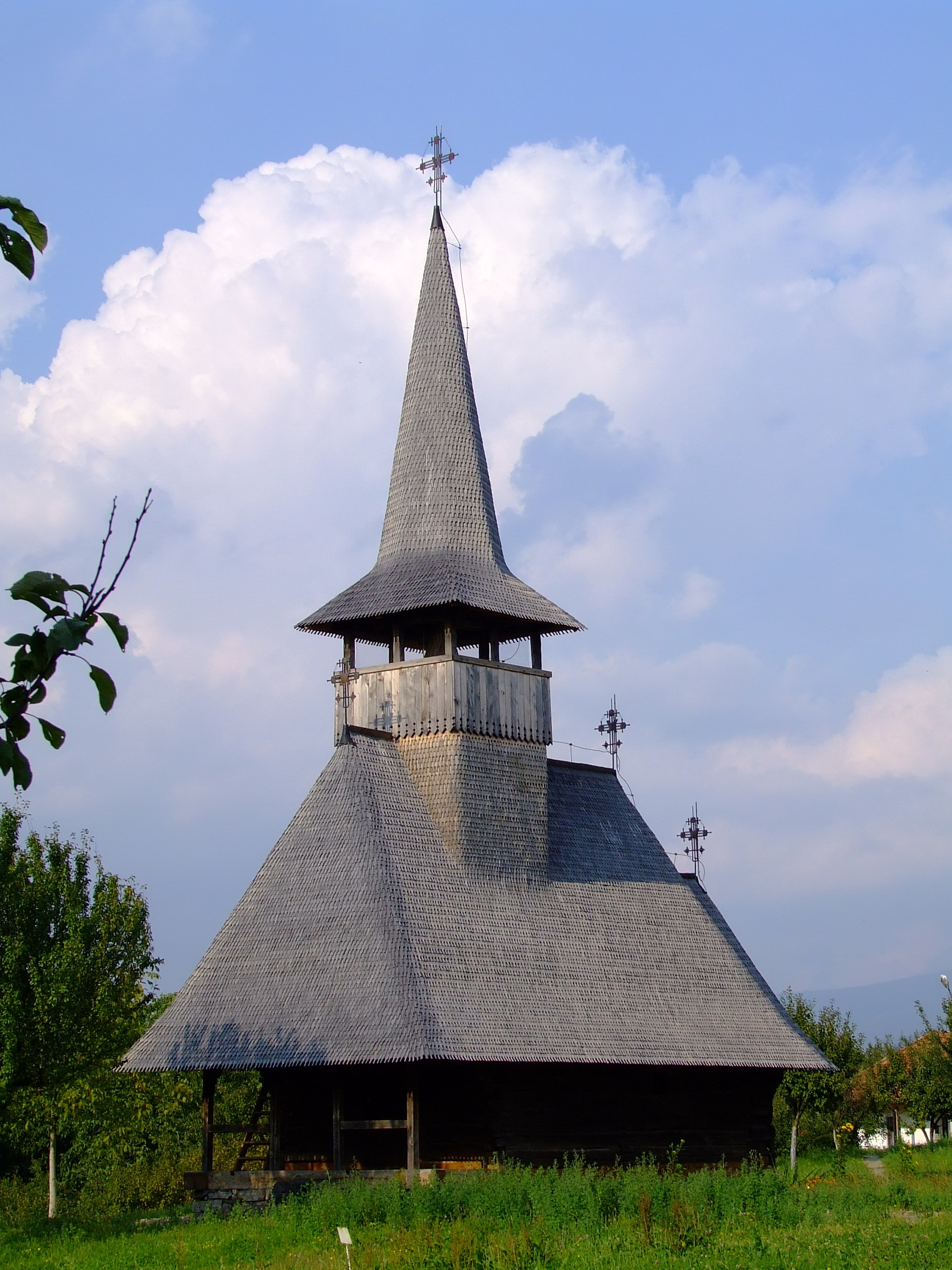
Holzkirche Lechința

Negrești-Oaș (früher Negrești; ungarisch Avasfelsőfalu oder Felsőfalu) ist eine Kleinstadt im Kreis Satu Mare in Rumänien.

## Lage
Negrești-Oaș liegt im Nordwesten Rumäniens am westlichen Rand der Ostkarpaten, in einer Talsenke (Depresiunea Oaș), am Oberlauf des Flusses Tur zwischen den Gebirgen Oaș im Norden und Gutâi im Süden. Die Kreishauptstadt Satu Mare befindet sich etwa 45 km südwestlich von Negrești-Oaș entfernt.

## Geschichte
Negrești-Oaș wurde 1490 erstmals urkundlich erwähnt. Es war eine wichtige Station auf der Handelsstraße aus der Region Sathmar in die Maramuresch, auf der vor allem Salz transportiert wurde. Bis 1918 gehörte der Ort zum Königreich Ungarn bzw. zu Österreich-Ungarn. Nach dem Ersten Weltkrieg kam er zu Rumänien, von 1940 bis 1944 infolge des Zweiten Wiener Schiedsspruches vorübergehend wieder zu Ungarn. 1964 erhielt Negrești-Oaș den Status einer Stadt.
Die wichtigsten Wirtschaftszweige sind die Landwirtschaft, der Tourismus, die Lebensmittel-, Bau-, Textil- und Holzindustrie.

## Bevölkerung
Negrești-Oaș war zu Zeiten Österreich-Ungarns die größte rumänische Siedlung der Umgebung. 1880 lebten auf dem Gebiet der heutigen Stadt 2771 Personen, darunter 2284 Rumänen, 216 Deutsche und 209 Ungarn. 1992 wurde mit 16.648 die höchste Bevölkerungszahl registriert. Bei der Volkszählung 2002 wohnten in Negrești-Oaș 13.871 Einwohner, darunter 13.195 Rumänen, 553 Ungarn, 72 Roma, 15 Deutsche und 12 Ukrainer.

## Verkehr
Negrești-Oaș liegt an der Bahnstrecke von Satu Mare nach Bixad. Hier verkehren am Tag etwa sechs Zugpaare. Durch die Stadt führt die Nationalstraße Drum național 19 von Sighetu Marmației nach Oradea. Regelmäßige Busverbindungen bestehen unter anderem nach Satu Mare und Baia Mare.

## Persönlichkeiten
- István Szerdahelyi (1924–1987), ungarischer Sprachwissenschaftler und Esperantist
- Maria Tripon (* 1962),  rumänische Sängerin[6]
- Ionuț Silaghi de Oaș, rumänischer Sänger[6]

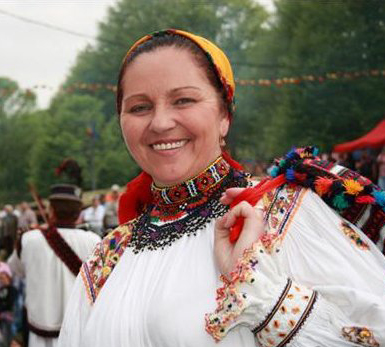
Maria Tripon
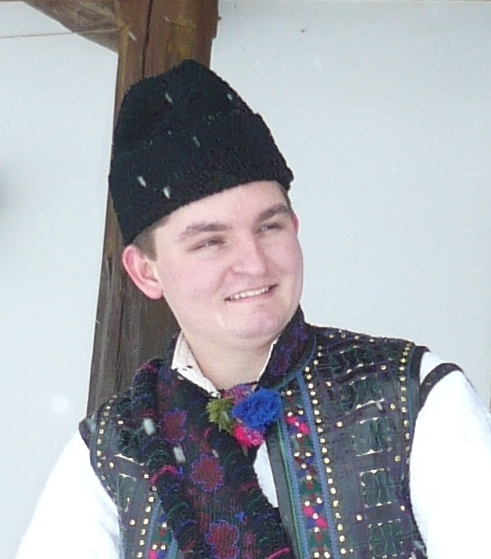
Ionuț Silaghi de Oaș

## Sehenswürdigkeiten
- Muzeul Țării Oașului (Museum des Oașer Gebietes, mit der Holzkirche Lechința)
- Kirche Domnu Tuturor Sfinților
- Tourismusgebiet Luna Șes
- Erholungsgebiet Valea Mariei

## Partnerstädte
Negrești-Oaș unterhält Partnerschaften mit:
- Guidel in Frankreich, seit 1997
- Csenger in Ungarn, seit 1999
- Tjatschiw in der Ukraine, seit 2006
- Alter do Chão in Portugal, seit 2016